# Ebenried (Allersberg)

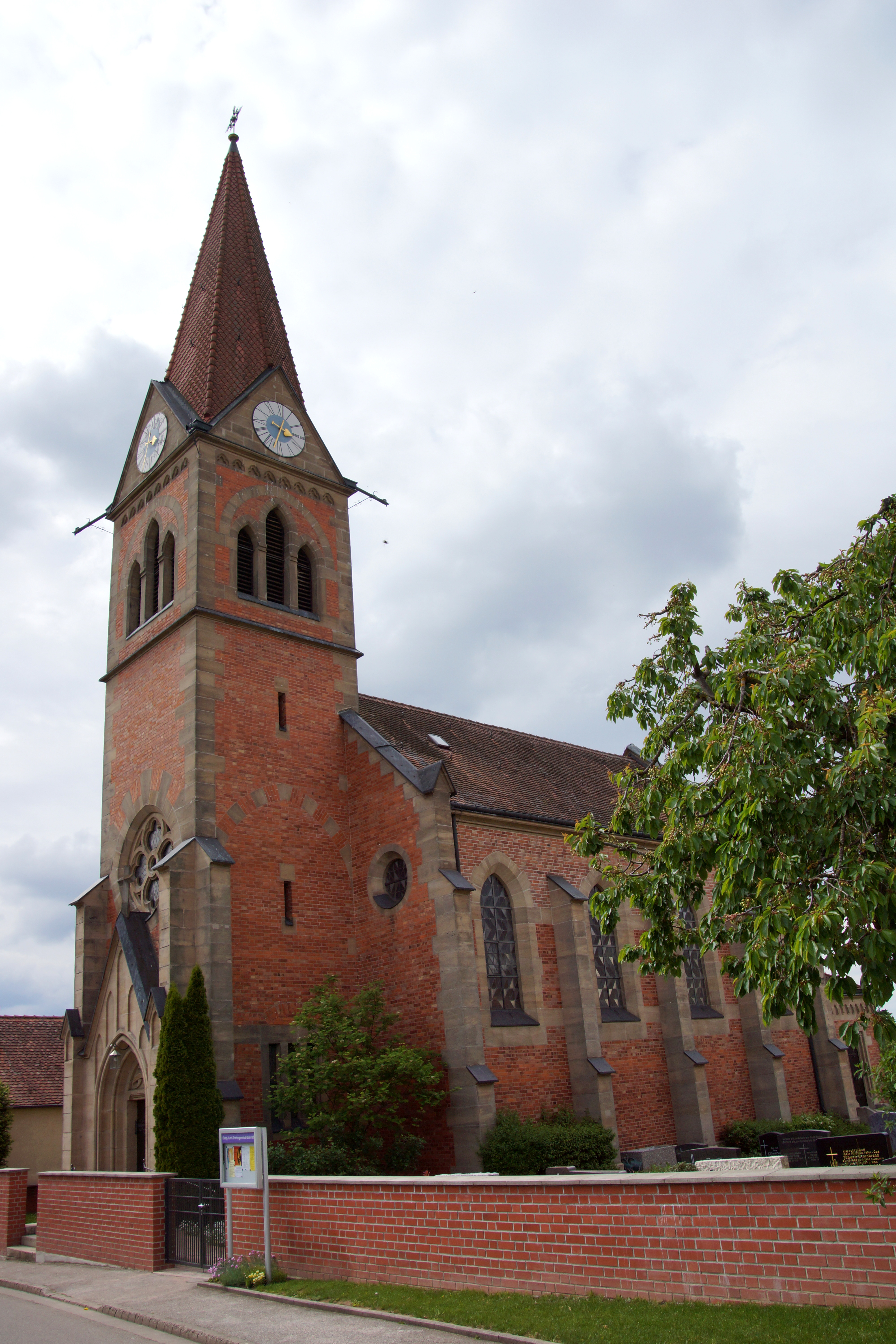
Evangelisch-lutherische Friedenskirche

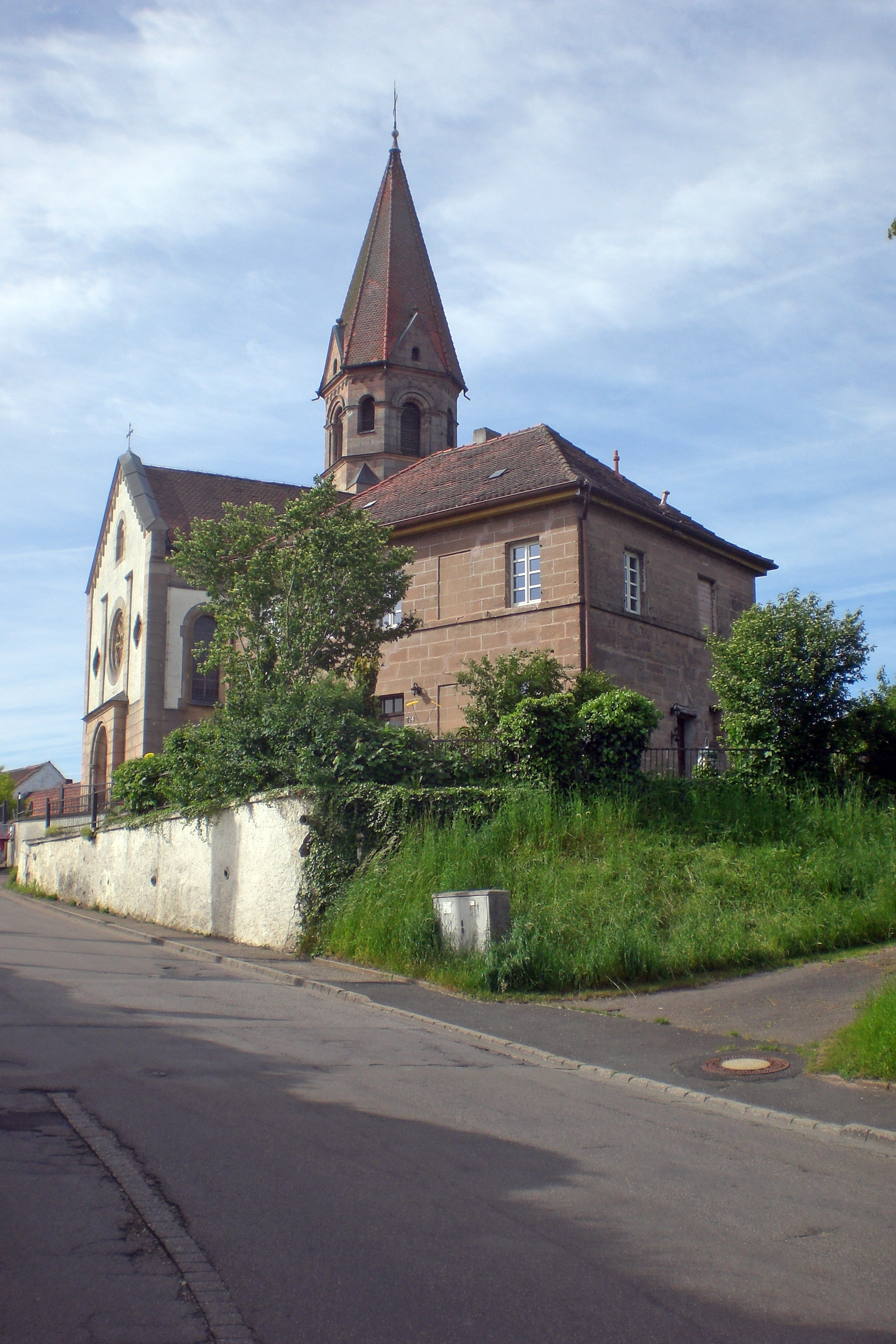
Katholische Pfarrkirche Mariä Himmelfahrt mit Pfarrhaus (2024)

Ebenried ist ein Gemeindeteil des Marktes Allersberg im Landkreis Roth (Mittelfranken, Bayern). Die Gemarkung Ebenried hat eine Fläche von 14,380 km². Sie ist in 1374 Flurstücke aufgeteilt, die eine durchschnittliche Fläche von 10465,72 m² haben. In ihr liegen neben dem namensgebenden Ort die Gemeindeteile Heblesricht, Realsmühle, Reckenstetten, Stockach und Uttenhofen.

## Lage
Das Pfarrdorf Ebenried, dessen Ortsflur im 19. Jahrhundert 623 Hektar umfasste, liegt an der Kreisstraße RH 8/NM 40, die nach Heblesricht (1,8 km westlich) bzw. nach Mörsdorf zur Staatsstraße 2220 verläuft (1,9 km südlich). Gemeindeverbindungsstraßen führen nach Stockach (0,7 km südwestlich), nach Rohr zur Staatsstraße 2237 (1,3 km östlich) und nach Reckenstetten ebenfalls zur St 2237 (2,3 km nördlich).

## Ortsnamendeutung
Ebenried bedeutet wohl „Rodung eines Ebo“.

## Geschichte
„Ebenruith“ ist erstmals im Pontifikale Gundekarianum erwähnt; hier weihte der Eichstätter Bischof Gundekar II. zwischen 1057 und 1075 eine Kirche – in der Auflistung seine 88. Kirchenweihe. Als Urpfarrei hatte Ebenried Ausbaucharakter: Von hier aus erweiterte sich die Kirche von Eichstätt um die Pfarrorte Göggelsbuch (Filialkirche vor 1480) und Mörsdorf. Aus einer Urkunde von 1262 erfährt man, dass der Reichsministeriale Ulrich von Solzpurc (=Sulzbürg) zwei bischöfliche Lehen in „Ebenreut“ dem Kloster Seligenporten überließ. 1279 ist im Testament des Heinrich des Älteren von Stein (= Hilpoltstein), der im Begriffe stand, nach Rom zu pilgern, um dort die Absolution von vielen Untaten an „Klerikern, Laien und Kirchen“ zu erhalten, unter seinen „Getreuen“ ein Ortsadeliger, „der von Ebenreut“, genannt – vielleicht identisch mit Cunradus de Ebenreut, der 1275 in einer Urkunde genannt ist. 1292 und 1302 ist ein Meingoz de Ebenruit Urkundenzeuge; er hat einen Sohn namens Heinrich. Letztmals ist 1322 ein Ebenreuther Ortsadeliger in Urkunden des Klosters Seligenporten genannt.
1331 ist erstmals mit Cunrad Pröll ein Pfarrer von Ebenried genannt – an welchen der beiden Kirchen, ist nicht angeführt. 1441 wurde eine St. Marienkirche erbaut, an der der Bischof bzw. ab 1304 das Domkapitel von Eichstätt, ab 1495 die Herren von Wolfstein zu Sulzbürg das Besetzungsrecht hatten. Den Wolfsteinern gehörte Ebenried mit anderen östlich von Allersberg liegenden Orten ab einem nicht mehr bestimmbaren Zeitpunkt. Sie waren nach und nach in den Besitz Ebenrieder Höfe gekommen, bis es 1422 heißt, dass sie „ab antiquo“, von Alters her, das Dorf besäßen. In einem eichstättischen Visitationsprotokoll von 1480 heißt es, dass die Kirche St. Nikolaus, die zweite Pfarrkirche von Ebenried und wohl eine Stiftung der Ebenreuther und seit alters her unter dem Patronat der Wolfsteiner stehend, „vollständig baufällig“ sei. Zu dieser Zeit wurde von der St. Nikolaus-Kirche aus St. Georg in Göggelsbuch, von der Marienkirche aus die Kirche St. Blasius in Mörsdorf jeweils durch einen Frühmessner versorgt. 1490 wurde die St. Nikolaus-Kirche neu errichtet oder zumindest umgebaut; gleichzeitig erhielt die Kirche St. Marien einen Turm. Von den 25 Höfen Ebenrieds, die nach St. Nikolaus gepfarrt waren, gehörten 1599 19 den Wolfsteinern.
In landesherrlicher Beziehung gehörte Ebenried wohl schon immer zu Bayern. Nach dem Landshuter Erbfolgekrieg kam 1505 das herzoglich-landshutische Amt Hilpoltstein – damit auch Ebenried – zusammen mit den benachbarten Ämtern Allersberg und Heideck zum neuerrichteten Fürstentum Neuburg, auch „Junge Pfalz“ genannt, mit der Hauptstadt Neuburg an der Donau. 1534 wurde in einem Vergleich unter anderem festgelegt, dass die Fraisch Pfalz-Neuburg, die niedere Obrigkeit aber denen von Wolfstein zusteht. Ein weiterer Vergleich von 1536 regelte die gottesdienstliche Betreuung von Mörsdorf durch den Pfarrer von Ebenried.
Am 31. August 1542 verpfändete der verschuldete Neuburger Pfalzgraf Ottheinrich das Amt Hilpoltstein und damit auch Ebenried auf 36 Jahre an die Reichsstadt Nürnberg. Noch im gleichen Jahr führte die Reichsstadt im Einvernehmen mit dem Pfalzgrafen den neuen Glauben Luthers ein, in Ebenried zunächst bei St. Nikolaus (die Wolfsteiner als Patronatsherren waren schon früh, vor 1530, protestantisch geworden), 1543 auch bei St. Marien. Die Einsetzung der in Nürnberg examinierten evangelischen Pfarrer erfolgte gemäß dem Vergleich von 1534 durch die Herren von Wolfstein. In der Folgezeit kam es zwischen dem pfalz-neuburgischen Pflegamt Hilpoltstein und den Wolfsteinern mehrmals zu Konflikten um die Einsetzung bzw. weltliche Belehnung der Pfarrer.
Nach einer Nürnberger Beschreibung des Amtes Hilpoltstein von 1544 bestand Ebenried aus 49 Höfen, Gütern und Mannschaften; 16 gehörten den Wolfsteinern, acht dem Deutschen Orden in Nürnberg, sieben waren alt-Nürnberger Besitz, vier gehörten den Chorherren zum Stain, einer dem Kastner zum Stain (= Hilpoltstein), einer dem Schultheißenamt Neumarkt in der Oberpfalz, einer dem Spital zu Freystadt, drei der Spitalpfründe zu Allersberg, vier dem Kloster Seligenporten, drei waren eichstättisch, das Bad gehörte der Gemeinde. 22 dieser Besitzungen und der Bader waren nach St. Nikolaus gepfarrt.
1578 löste Pfalz-Neuburg seine verpfändeten Ämter wieder aus. Da inzwischen auch in Pfalz-Neuburg der neue Glauben eingeführt worden war, änderte sich für Ebenried zunächst nichts, es blieb protestantisch, allerdings nicht mehr mit der nürnbergisch-konservativen, sondern mit der neuburgischen Kirchenordnung, die calvinistisch geprägt war. Ab 1627 fand eine Rekatholisierung von Neuburg-Pfalz unter dem 1613/14 zur alten Kirche zurückgekehrten Pfalzgraf Wolfgang Wilhelm statt. Deshalb musste auch im Amt Hilpoltstein die Gegenreformation durchgeführt werden: Noch im gleichen Jahr wurden die beiden evangelischen Pfarrer von Ebenried durch katholische ersetzt. Gegen dieses Vorgehen protestierte der Wolfsteinsche Pfleger zu Pyrbaum, und die Wolfsteiner beschwerten sich beim pfalz-neuburgischen Herzog. Ab 1643 besorgten die Jesuiten von Hilpoltstein aus die Seelsorge in Ebenried.
Die Wolfsteiner auf Schloss Obersulzbürg, die nur den neuen Glauben in Ebenried haben wollten, setzten 1650 einen evangelischen Pfarrer bei St. Nikolaus ein. Dieser war auch für Mörsdorf und Göggelsbuch zuständig und sollte Gottesdienst in St. Marien halten, da St. Nikolaus samt Pfarrhof im Schwedenkrieg 1633 abgebrannt war; er wurde aber von der pfalz-neuburgischen Regierung in Wahrnehmung ihrer landesherrlichen Rechte über die Grenze ins wolfstein-sulzbürgische Pyrbaum ausgewiesen. Schließlich teilte Pfalz-Neuburg 1652 die Kircheneinkünfte, die Kirchen selber und die Pfarrhäuser auf beide Konfessionen auf. Da aber die Kirche St. Nikolaus nur noch als Ruine existierte, gestattete der Landesherr 1652 den 20 Protestanten in Ebenried die Mitbenutzung von St. Marien. Während dieses Simultaneums gab es vielfache Reibereien unter den beiden Konfessionen und Beschwerdeführungen bis zum Kaiser. Die Wolfsteiner wurden von Pfalz-Neuburg immer wieder ohne Erfolg aufgefordert, St. Nikolaus wiederherzustellen. Auch nutzte es nichts, dass Pfalz-Neuburg das Simultaneum 1735 kündigte. Schließlich stellte 1737 Pfalz-Neuburg selbst die Nikolauskirche als Notkirche für die Protestanten wieder her, die aber auf die weitere Benutzung der im gleichen Jahr von den Katholiken für ihre gottesdienstlichen Zwecke restaurierten St. Marien-Kirche beharrten. 1739 resignierte Pfalz-Neuburg in Sachen Wiederherstellung der St. Nikolaus-Kirche durch die Wolfsteiner und gestattete das Simultaneum in der St. Marien-Kirche erneut – trotz Proteste des bischöflichen Ordinariats in Eichstätt. Am 20. April 1740 starben die Wolfsteiner aus, ihr Herrschaftsgebiet fiel Bayern heim.
Die Konfessionskonflikte in Ebenried um das Simultaneum setzten sich im 19. Jahrhundert fort. Schließlich kam es am 6. Februar 1892 zu dem beiderseitigen, notariell beglaubigten Beschluss, je eine eigene Kirche neu zu bauen und auf die reparaturbedürftige St. Marien-Kirche ganz zu verzichten. Daraufhin erbauten 1897 die Protestanten die evangelische Friedenskirche und 1901/02 die Katholiken eine neue, mit Mörsdorf unierte Pfarrkirche Mariä Himmelfahrt; die alte St.-Marien-Kirche wurde im Frühjahr 1901 abgetragen.
Am Ende des Alten Reiches, gegen 1800, gab es in Ebenried 61 Anwesen, zwei Kirchen, ein Gemeindehirtenhaus, ein Schulhaus, eine Mühle und ein Zehntstadel. Das Hochgericht übte das pfalz-neuburgische Landrichteramt Hilpoltstein aus. Das Niedergericht hatte das pfalz-neuburgische Landrichteramt Allersberg. Es gab 21 Grundherren. Den größten Besitz hatte die baierische Herrschaft Pyrbaum mit 15 Anwesen, gefolgt vom Kloster Seligenporten mit acht und der Elisabeth-Stiftung Nürnberg mit sieben Untertanen. Vier Güter waren freieigen.
Im Rahmen des Gemeindeedikts (frühes 19. Jahrhundert) entstand der Steuerdistrikt Ebenried mit den Orten Eismannsdorf, Heblesricht, Lampersdorf, Minettenheim, Realsmühle, Riedersdorf, Schönbrunn, Stockach und Uttenhofen. Zugleich wurde die Ruralgemeinde Ebenried gebildet, zu der Heblesricht, Realsmühle, Stockach und Uttenhofen gehörten. Nach 1820 kam Reckenstetten von der aufgelösten Gemeinde Eppersdorf hinzu. Die Gemeinde Ebenried war in Verwaltung und Gerichtsbarkeit dem Landgericht Hilpoltstein zugeordnet und in der Finanzverwaltung dem Rentamt Hilpoltstein (1919 in Finanzamt Hilpoltstein umbenannt). Ab 1862 gehörte Ebenried zum Bezirksamt Neumarkt in der Oberpfalz. Die Gerichtsbarkeit blieb beim Landgericht Hilpoltstein (1879 in Amtsgericht Hilpoltstein umbenannt), seit 1973 ist das Amtsgericht Schwabach zuständig. 1880 wurde Ebenried dem neu gebildeten Bezirksamt Hilpoltstein zugeordnet (1939 in Landkreis Hilpoltstein umbenannt). Die Gemeinde hatte eine Gebietsfläche von 14,379 km². Am 1. Januar 1972 erfolgte im Zuge der Gebietsreform in Bayern die Eingemeindung nach Allersberg. Seit dem 1. Juli 1972 gehört Ebenried zum Landkreis Roth.

### Baudenkmäler
In Ebenried gibt es fünf Baudenkmäler:
- Evangelisch-lutherische Friedenskirche, 1896/97 nach Plänen des Architekten Ehrisch, Nürnberg, erbaut.[42]
- Katholische Pfarrkirche Mariä Himmelfahrt, 1901/02 nach Plänen des Architekten Fr. Ruepp, Nürnberg, im neuromanisch Stil erbaut, am 23. November 1902 benediziert, seit 2003 zu Pfarrei Allersberg gehörend. Schiff 18 × 11 Meter, Spitzturm. 1903 neue Kanzel und neues Geläute (vier Glocken der Fa. Klaus in Heidingsfeld), 1904 Orgel der Firma Edenhofer in Deggendorf, 1909 Ausmalung durch den Berchinger Kirchenmaler Ambos, seit 1912 Turmuhr.[43][42] 2010 vier neue Glocken von Glockengießerei Albert Bachert, Karlsruhe.[44][45][46]
- Neben den beiden Kirchen sind das ehemalige evangelische Pfarrhaus (Ebenried 123) von 1807, das daneben stehende ehemalige evangelische Schulhaus (Ebenried 124) von 1838 und das ehemalige katholische Schulhaus (Ebenried 133) von 1835 Baudenkmäler.

### Bodendenkmäler
In der Gemarkung Ebenried gibt es sieben Bodendenkmäler.

### Einwohnerentwicklung
Gemeinde Ebenried
| Jahr      | 1818   | 1836   | 1852   | 1855   | 1861   | 1867   | 1871   | 1875   | 1880   | 1885   | 1890   | 1895   | 1900   | 1905   | 1910   | 1919   | 1925   | 1933   | 1939   | 1946   | 1950   | 1952   | 1961   | 1970   |
| Einwohner | 507    | 593    | 628    | 616    | 579    | 563    | 556    | 550    | 564    | 577    | 598    | 585    | 570    | 575    | 609    | 624    | 618    | 602    | 543    | 738    | 706    | 631    | 526    | 557    |
| Häuser    | 100    | 105    |        |        |        |        | 112    |        |        | 115    | 116    |        | 108    |        |        |        | 110    |        |        |        | 113    |        | 109    |        |
| Quelle    | [ 48 ] | [ 49 ] | [ 50 ] | [ 50 ] | [ 51 ] | [ 52 ] | [ 53 ] | [ 54 ] | [ 55 ] | [ 56 ] | [ 57 ] | [ 58 ] | [ 59 ] | [ 58 ] | [ 60 ] | [ 58 ] | [ 61 ] | [ 58 ] | [ 58 ] | [ 58 ] | [ 62 ] | [ 58 ] | [ 38 ] | [ 63 ] |

Ort Ebenried
| Jahr      | 001818 | 001836 | 001861 | 001871 | 001885 | 001900 | 001925 | 001950 | 001961 | 001970 | 001987 |
| Einwohner | 315    | 338    | 344    | 323    | 326    | 325    | 375    | 462    | 320    | 358    | 396    |
| Häuser    | 64     | 62     |        |        | 70     | 65     | 68     | 71     | 67     |        | 102    |
| Quelle    | [ 48 ] | [ 49 ] | [ 51 ] | [ 53 ] | [ 56 ] | [ 59 ] | [ 61 ] | [ 62 ] | [ 38 ] | [ 63 ] | [ 64 ] |

## Religion
Ebenried ist seit der Reformation gemischt konfessionell und Sitz der katholischen Pfarrei Mariä Himmelfahrt und der evangelischen Pfarrei Ebenried, wobei die katholische Pfarrei mittlerweile zu Mariä Himmelfahrt (Allersberg) gehört.
1544 bis 1609 wurde eine St. Leonhardskapelle auf dem Weg nach Rohr genannt.

## Natur
Das Vogelfreistätte Schwarzachwiesen bei Freystadt bietet wiesenbrütenden Vogelarten einen wichtigen Lebensraum.

## Vereine
- Freiwillige Feuerwehr Ebenried, gegründet 1902
- Schützenverein 1875 Ebenried e. V.
- Kerwaleit Ebenried e. V.